# Saint-Geyrac
 Saint-Geyrac  es una población y comuna francesa, situada en la región de Aquitania, departamento de Dordoña, en el distrito de Périgueux y cantón de Saint-Pierre-de-Chignac.

## Demografía
| 265 | 253 | 244 | 235 | 212 | 199 |
| Para los censos de 1962 a 1999 la población legal corresponde a la población sin duplicidades (Fuente: INSEE [Consultar]) |     |     |     |     |     |